# Kalierang (Bumiayu)
Kalierang is een bestuurslaag in het regentschap Brebes van de provincie Midden-Java, Indonesië. Kalierang telt 10.345 inwoners (volkstelling 2010).